# هيلين كوبر
هيلين كوبر (بالإنجليزية: Helene Cooper)‏ هي صحفية وكاتِبة ومؤلفة أمريكية، ولدت في 22 أبريل 1966 في مونروفيا في ليبيريا.

## وصلات خارجية
- هيلين كوبر على موقع إن إن دي بي (الإنجليزية)